# Dick Surhoff
Richard Clifford Surhoff jr., detto Dick (Union City, 16 novembre 1929 – Harrisburg, 1º maggio 1987), è stato un cestista statunitense, professionista nella NBA.

## Carriera
Venne selezionato dai New York Knicks nel Draft NBA 1952.